# Wojny szwajcarsko-habsburskie
Wojny szwajcarsko-habsburskie – seria konfliktów zbrojnych między Związkiem Szwajcarskim i Domem Habsburgów, w wyniku których liczne miasta i kantony wchodzące w skład dzisiejszej Szwajcarii wyzwoliły się od dominacji habsburskiej, a Związek Szwajcarski jako całość zapewnił sobie pełną niezależność.
Do konfliktów między Związkiem Szwajcarskim i Habsburgami dochodziło m.in. w następujących okresach:
- 1314–1318,
- wojna gümmeneńska 1331–1333,
- 1351–1354,
- 1385–1388,
- wojna Appenzellu 1403–1411,
- wojna 1460,
- wojna szwabska 1499.

Do walk między Szwajcarami a Habsburgami dochodziło także
- wcześniej – Bitwa pod Schosshalde w roku 1289, Bitwa pod Saint Georgen w roku 1292,
- później – w trakcie wojny trzydziestoletniej (Bitwa pod Tirano w roku 1620).